# 2065
L'any 2065 (MMLXV) serà un any comú que començarà en dijous segons el calendari gregorià, l'any 2065 de l'era comuna (CE) i Anno Domini (AD), el 65è any del tercer mil·lenni, el 65è any del segle xxi, i el sisè any de la dècada del 2060.
Prediccions
- 11 de novembre: Trànsit de Mercuri.
- 22 de novembre 12:45 UTC - Venus eclipsarà Júpiter. Serà molt difícil d'observar des de la Terra, ja que l'allargament de Venus i Júpiter del Sol en aquest moment només serà de 7 graus. Aquest esdeveniment serà el primer eclipsi d'un planeta per un altre des del 3 de gener de 1818; no obstant això, el següent es produirà menys de dos anys després, el 15 de juliol de 2067.[1]